# Zielonka (Barczewo)
Zielonka (deutsch Grünheide) ist ein untergegangener Ort in der polnischen Woiwodschaft Ermland-Masuren. Seine Ortsstelle liegt im Gebiet der Gmina Barczewo (Stadt-und-Land-Gemeinde Wartenburg in Ostpreußen) im Powiat Olsztyński (Kreis Allenstein).

## Geographische Lage
Die Ortsstelle Zielonka liegt im Westen der Woiwodschaft Ermland-Masuren, 19 Kilometer nordöstlich der Kreis- und Woiwodschaftshauptstadt Olsztyn (deutsch Allenstein).

## Geschichte
Grünheide war bis 1945 eine zum Wartenburger Stadtwald gehörende Försterei und ein Wohnplatz der Gemeinde (Groß) Cronau (polnisch Kronowo) im ostpreußischen Kreis Allenstein. Im Jahre 1857 wurde der kleine Ort als „Waldwärter-Etablisssement“ erwähnt, der zur Stadt Wartenburg gehörte und insgesamt 17 Einwohner zählte. Bei der Volkszählung am 1. Dezember 1905 hatte der Wohnplatz 1 bewohnte Wohnstätte und 5 Einwohner.
Nach der Abtretung des gesamten südlichen Ostpreußen an Polen im Jahre 1945 erhielt Grünheide die polnische Namensform „Zielonka“. Doch wurde der kleine Ort in der Folgezeit nicht mehr erwähnt und wohl auch nicht mehr bewohnt. Er gilt heute als untergegangen. Seine Ortsstelle liegt im Bereich der Gmina Barczewo im Powiat Olsztyński innerhalb der Woiwodschaft Ermland-Masuren.

## Kirche
Vor 1945 war Grünheide in die evangelische Kirche Wartenburg (Ostpreußen) in der Kirchenprovinz Ostpreußen der Kirche der Altpreußischen Union, außerdem in die römisch-katholische Kirche Groß Lemkendorf (polnisch Ramsowo) eingepfarrt.

## Verkehr
Die kaum noch wahrnehmbare Ortsstelle Grünheide resp. Zielonka ist auf einem unwegsamen Landweg von Kronowo ((Groß) Cronau) aus in östlicher Richtung zu erreichen.